# CapitalG
Ne doit pas être confondu avec Capital G.
CapitalG Management Company LLC,. (anciennement Google Capital ) est le fonds de croissance indépendant d' Alphabet Inc.. Fondé en 2013, il se concentre sur les grandes entreprises technologiques en phase de croissance et investit pour le profit plutôt que de manière stratégique pour Google. En plus de l'investissement en capital, l'approche de CapitalG consiste notamment à donner aux sociétés du portefeuille l'accès aux personnes, aux connaissances et à la culture de Google pour soutenir la croissance des entreprises et leur offrir des conseils.

## Histoire

Ancien logo de CapitalG.

Le fonds commence à fonctionner en 2013 mais n’est officiellement dévoilé que le 19 février 2014,. L'entreprise opère à partir du Ferry Building à San Francisco,. À la suite de la restructuration d'Alphabet, Google Capital est renommé CapitalG le 4 novembre 2016.

## Équipe
CapitalG est dirigé par l'associée directrice Laela Sturdy. Elle est fondée en 2013 par David Lawee, ancien vice-président du développement de l'entreprise de Google et, avant cela, premier vice-président du marketing de Google. Lawee est rejoint par les partenaires Gene Frantz (anciennement associé chez la société de capital-investissement TPG), Laela Sturdy (aujourd'hui associée directrice ; avant de rejoindre CapitalG, elle était directrice générale des entreprises émergentes chez Google), Derek Zanutto (anciennement chez TPG, Hellman & Friedman et GIC) et Jesse Wedler (qui rejoint CapitalG en 2013 après avoir quitté l'école de commerce de Stanford,).
CapitalG comprend également plus de 50 conseillers occupant des postes de direction au sein de Google, qui offrent aux sociétés de portefeuille des conseils dans des domaines d'activité tels que la science des données, l'ingénierie, le marketing et la gestion de produits.

## Investissements
| Date           | Company        | Industry                                        | Refs              |
| -------------- | -------------- | ----------------------------------------------- | ----------------- |
| —              | MultiPlan      | Soins de santé                                  | [ 11 ]            |
| Janvier 2013   | SurveyMonkey   | Outil d'enquête                                 | ,                 |
| Mai 2013       | LendingClub    | Finance                                         | ,                 |
| Fevrier 2014   | Renaissance    | Éducation                                       | [ 13 ]            |
| Mars 2014      | Auction.com    | Immobilier                                      | [ 15 ]            |
| Mars 2014      | Credit Karma   | Finance                                         | [ 16 ]            |
| Juin 2014      | Freshdesk      | Logiciel d'entreprise                           | [ 17 ]            |
| Juillet 2014   | MapR           | Logiciel d'entreprise                           | [ 18 ]            |
| Juillet 2014   | Thumbtack      | Marché de services                              | [ 19 ]            |
| Août 2014      | InnoLight      | Centre de données                               | [ 20 ]            |
| Septembre 2014 | Credit Karma   | Finance                                         | [ 21 ]            |
| Janvier 2015   | Glassdoor      | Site d'emplois                                  | [ 22 ]            |
| Janvier 2015   | CommonFloor    | Immobilier                                      | [ 23 ]            |
| Avril 2015     | ZenPayroll     | Gestion des salaires et des employés            | [ 24 ]            |
| Avril 2015     | Freshdesk      | Logiciel d'entreprise                           | [ 25 ]            |
| Juin 2015      | Duolingo       | Enseignement des langues étrangères             | [ 26 ]            |
| Juillet 2015   | Crowdstrike    | Cybersécurité                                   | [ 27 ]            |
| Juillet 2015   | FanDuel        | Ligue fantasy                                   | [ 28 ]            |
| Août 2015      | Practo         | Soins de santé                                  | [ 29 ]            |
| Septembre 2015 | Oscar Health   | Assurance maladie                               | [ 30 ]            |
| Septembre 2015 | Zscaler        | Cybersécurité                                   | [ 31 ]            |
| 2016           | Snap Inc.      | Réseau social                                   | [ 32 ]            |
| Janvier 2016   | Pindrop        | Sécurité de l'information                       | [ 33 ]            |
| Mars 2016      | CarDekho       | Marché en ligne de vente de voiture             | [ 34 ]            |
| Juin 2016      | Care.com       | Plate-forme des prestataires de soins           | [ 35 ]            |
| Septembre 2016 | Airbnb         | Plate-forme d'hébergement                       | [ 36 ]            |
| Novembre 2016  | Stripe         | Technologie de paiement en ligne                | [ 37 ]            |
| Janvier 2017   | Cuemath        | Éducation                                       | [ 38 ]            |
| Mars 2017      | Looker         | Analyse des données                             | [ 39 ]            |
| Octobre 2017   | Lyft           | Service de voitures de transport avec chauffeur | ,                 |
| Mars 2018      | UiPath         | Automatisation robotisée des processus          | [ 42 ]            |
| Avril 2018     | Manbang        | Service de voitures de transport avec chauffeur | [ 43 ]            |
| Mai 2018       | Robinhood      | Finance personnel                               | [ 44 ]            |
| Juin 2018      | Aye Finance    | Finance                                         | [ 45 ]            |
| Juillet 2018   | Freshworks     | Logiciel d'entreprise                           | [ 46 ]            |
| Septembre 2018 | Convoy         | Technologie routière                            | [ 47 ]            |
| Octobre 2018   | Applied        | Logiciel d'assurance                            | [ 48 ]            |
| Janvier 2019   | Collibra       | Science des données                             | [ 49 ]            |
| Janvier 2019   | CarDekho       | Service de voitures de transport avec chauffeur | [ 50 ]            |
| Mars 2019      | Cloudflare     | Sécurité des systèmes d’information             | [ 51 ]            |
| Octobre 2019   | Unqork         | Développement de logiciels                      | [réf. nécessaire] |
| Octobre 2019   | Convoy         | Technologie routière                            | [ 52 ]            |
| Novembre 2019  | Freshworks     | Logiciel d'entreprise                           | [ 53 ]            |
| Décembre 2019  | Duolingo       | Enseignement des langues étrangères             | [ 54 ]            |
| Décembre 2019  | Dataiku        | Logiciel d'analyse des données                  | [ 55 ]            |
| Janvier 2020   | Armis          | Cybersécurité                                   | [ 56 ]            |
| Mars 2020      | Albert         | Finance                                         | [ 57 ]            |
| Mars 2020      | Everlaw        | Recherche en électronique                       | [ 58 ]            |
| Avril 2020     | Collibra       | Analyse des données                             | [ 59 ]            |
| Mai 2020       | Expel          | Cybersécurité                                   | [ 60 ]            |
| Juin 2020      | Aye Finance    | Finance                                         | [ 61 ]            |
| Août 2020      | Dataiku        | Logiciel d'analyse des données                  | [réf. nécessaire] |
| Septembre 2020 | NEXT Insurance | Assurance                                       | [ 62 ]            |
| Décembre 2020  | Cuemath        | Éducation                                       | [ 63 ]            |

1. ↑  deuxième investissement de CapitalG dans l'entreprise
2. ↑  troisième investissement de CapitalG dans l'entreprise
3. ↑  deuxième investissement de CapitalG dans l'entreprise
4. ↑  deuxième investissement de CapitalG dans l'entreprise
5. ↑  quatrième investissement de CapitalG dans l'entreprise
6. ↑  deuxième investissement de CapitalG dans l'entreprise
7. ↑  deuxième investissement de CapitalG dans l'entreprise
8. ↑  deuxième investissement de CapitalG dans l'entreprise
9. ↑  deuxième investissement de CapitalG dans l'entreprise
10. ↑  deuxième investissement de CapitalG dans l'entreprise

## Relations avec GV
CapitalG se concentre sur les investissements en capital à un stade avancé et sur les investissements en capital de croissance, tandis que GV investit dans des entreprises à tous les stades et dans tous les secteurs. Une autre division de l'entreprise, le groupe de développement d'entreprise de Google, réalise des acquisitions et des investissements qui sont stratégiques pour les produits et les activités de Google.